# Artistique-Weltmeisterschaft 1986

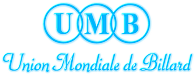
Logo UMB (ausrichtender Verband)

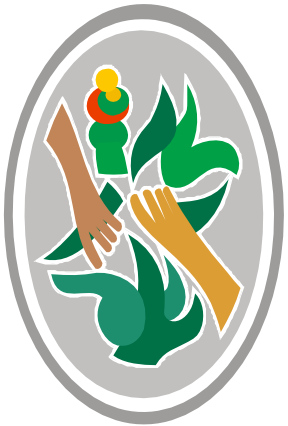
Veranstaltungsort: Acapulco

Die Billard-Artistique-Weltmeisterschaft 1986 war das 16. Turnier in dieser Disziplin des Karambolagebillards und fand vom 20. bis zum 23. November 1986 in Acapulco statt. Es war die erste Artistique-WM in Mexiko.

## Geschichte
Der Belgier Raymond Steylaerts gewann in Acapulco seinen fünften WM-Titel im Billard-Artistique. Er kam mit den klimatischen Bedingungen im mexikanischen Pazifikort am besten klar. Die große Überraschung war aber der zweite Platz des Japaners Tadashi Machida, den bisher nur Insider kannten. Auch Platz drei von Frans Belderbos war vor Turnierbeginn von den Experten nicht unbedingt erwartet worden.

## Modus
Gespielt wurden 68 verschiedene Figuren mit verschiedenen Punktewertungen. Jeder Teilnehmer hatte pro Figur drei Versuche. Die maximale Punktzahl betrug 500 Punkte.

Gewertet wurde wie folgt:
1. Punkte = Erzielte Punkte
2. Versuche = Anzahl der gespielten Versuche
3. gelöste Figuren = gelöste Figuren

## Abschlusstabelle
| Platz                        | Name                    | Punkte | Versuche | gel. Figuren |
| ---------------------------- | ----------------------- | ------ | -------- | ------------ |
| 1                            | Raymond Steylaerts      | 294    | 153      | 44           |
| 2                            | Tadashi Machida         | 265    | 171      | 39           |
| 3                            | Frans Belderbos         | 263    | 145      | 39           |
| 4                            | Francis Connesson       | 257    | 159      | 37           |
| 5                            | Léo Corin               | 240    | 164      | 36           |
| 6                            | Roberto Rojas           | 226    | 161      | 34           |
| 7                            | Jean Bessems            | 202    | 162      | 30           |
| 8                            | Angelo Casales          | 195    | 176      | 29           |
| 9                            | Cayo Munoz              | 173    | 175      | 26           |
| 10                           | José Paniagua           | 155    | 186      | 23           |
| 11                           | Victor Hugo Campos Mena | 138    | 181      | 22           |
| Turnierdurchschnitt: 43,78 % |                         |        |          |              |